# Elleanthus
Elleanthus é um género botânico pertencente à família das orquídeas (Orchidaceae). Foi proposto por Carl Borivoj Presl em Reliquiae Haenkeanae 1(2): 97, em 1827, quando descreveu a espécie tipo, o Elleanthus lancifolius. O nome deste gênero vem do grego Elle, personagem mitológica que deu nome ao Helesponto, atual estreito de Dardanelos, e anthos, flor, em alusão a Helle.
Elleanthus é um gênero aparentado com Sobralia, composto por mais de cem grandes espécies epífitas, rupícolas, terrestres ou humícolas, de crescimento cespitoso, que formam grandes touceiras, distribuídas por grande parte das florestas sombrias da América Tropical, cujo centro de dispersão situa-se nos Andes. Cerca de quinze espécies registradas para o Brasil. Em sua maioria as espécies são polinizadas por beija-flores.

## Descrição
Planta que no porte geral quando grande lembra muito Sobralia, porém com caules mais delicados, quando espécie pequena parece-se com Isochilus.
Apresentam rizoma curto e raízes relativamente espessas ou tuberosas. O caule é simples ou pouco ramificado, ereto ou em posição ascendente, bastante alto e delgado. folhas plicadas, alternadas, de formas oblongas até lineares, brilhantes. inflorescência rígida apical, multiflora, com grandes brácteas e flores dispostas em forma dística ou em estróbilos, algumas vezes emanando abundante substância gomosa.
flores pequenas, numerosas, comum aglomeradas, de cor variável, entre formas esbranquiçadas ou rosadas até lilás intenso, vermelhas, amarelas ou alaranjadas. sépalas livres eretas e similares; pétalas mais estreitas e de comprimentos variáveis; labelo trilobado, lobos desenvolvidos e mediano carnoso com dois calos ligados entre si ou não. A coluna costuma apresentar pequenas asas inferiores ao lado do estigma, sem prolongamento podiforme, semi roliça. antera biloculada com oito polínias aos pares.

## Espécies
1. Elleanthus amethystinoides  Garay (1978)
2. Elleanthus amethystinus  (Rchb.f. & Warsz.) Rchb.f. (1862)
3. Elleanthus ampliflorus  Schltr. (1924)
4. Elleanthus aristatus  Garay (1978)
5. Elleanthus arpophyllostachys  (Rchb.f.) Rchb.f. (1862)
6. Elleanthus asplundii  Garay (1978)
7. Elleanthus aurantiacus  (Lindl.) Rchb.f. (1863)
8. Elleanthus aureus  (Poepp. & Endl.) Rchb.f. (1863)
9. Elleanthus auriculatus  Garay (1978)
10. Elleanthus bifarius  Garay (1978)
11. Elleanthus blatteus  Garay (1978)
12. Elleanthus bogotensis  Schltr. (1924)
13. Elleanthus bonplandii  (Rchb.f.) Rchb.f. (1863)
14. Elleanthus bradeorum  Schltr. (1923)
15. Elleanthus brasiliensis  (Lindl.) Rchb.f.  (1862
16. Elleanthus capitatellus  Dressler (2004)
17. Elleanthus capitatus  (Poepp. & Endl.) Rchb.f. (1862)
18. Elleanthus caravata  (Aubl.) Rchb.f. (1881)
19. Elleanthus caricoides  Nash (1907)
20. Elleanthus carinatus  Dressler & Bogarín (2010)
21. Elleanthus caroli  Schltr. (1921)
22. Elleanthus caveroi  D.E.Benn. & Christenson (1998)
23. Elleanthus cinnabarinus  Garay (1969)
24. Elleanthus columnaris  (Lindl.) Rchb.f. (1863)
25. Elleanthus condorensis  Dodson (1994)
26. Elleanthus confusus  Garay (1978)
27. Elleanthus congestus  Schltr. (1924)
28. Elleanthus conifer  (Rchb.f. & Warsz.) Rchb.f. (1862)
29. Elleanthus cordidactylus  Ackerman (1987)
30. Elleanthus coriifolius  (Rchb.f. ex Linden) Rchb.f. (1862)
31. Elleanthus crinipes  Rchb.f. (1881)
32. Elleanthus decipiens  Dressler (2004)
33. Elleanthus discolor  (Rchb.f. & Warsz.) Rchb.f. (1862)
34. Elleanthus dussii  Cogn. (1910)
35. Elleanthus ecuadorensis  Garay (1978)
36. Elleanthus ensatus  (Lindl.) Rchb.f. (1863)
37. Elleanthus escobarii  Dodson (1996)
38. Elleanthus flavescens  (Lindl.) Rchb.f. (1862)
39. Elleanthus formosus  Garay (1978)
40. Elleanthus fractiflexus  Schltr. (1921)
41. Elleanthus furfuraceus  (Lindl.) Rchb.f. (1862)
42. Elleanthus gastroglottis  Schltr. (1921)
43. Elleanthus glaucophyllus  Schltr. (1910)
44. Elleanthus glomera  Garay (1978)
45. Elleanthus gracilis  (Rchb.f.) Rchb.f. (1863)
46. Elleanthus graminifolius  (Barb.Rodr.) Løjtnant (1977)
47. Elleanthus grandiflorus  Schltr. (1920)
48. Elleanthus haematoxanthus  (Rchb.f. ex Linden) Rchb.f. (1863)
49. Elleanthus hirsutis  Barringer (1987)
50. Elleanthus hirtzii  Dodson (1994)
51. Elleanthus hookerianus  (Barb.Rodr.) Garay (1978)
52. Elleanthus hymenophorus  (Rchb.f.) Rchb.f. (1862)
53. Elleanthus isochiloides  Løjtnant (1977)
54. Elleanthus jimenezii  (Schltr.) C.Schweinf. (1937)
55. Elleanthus kalbreyeri  Garay (1968)
56. Elleanthus kermesinus  (Lindl.) Rchb.f. (1862)
57. Elleanthus killipii  Garay (1978)
58. Elleanthus koehleri  Schltr. (1912)
59. Elleanthus laetus  Schltr. (1924)
60. Elleanthus lancifolius  C.Presl (1827)
61. Elleanthus lateralis  Garay (1978)
62. Elleanthus laxifoliatus  Schltr. (1921)
63. Elleanthus leiocaulon  Schltr. (1924)
64. Elleanthus lentii  Barringer (1985)
65. Elleanthus ligularis  Dressler & Bogarín (2007)
66. Elleanthus linifolius  C.Presl (1827)
67. Elleanthus longibracteatus  (Lindl. ex Griseb.) Fawc. (1893)
68. Elleanthus maculatus  (Lindl.) Rchb.f. (1863)
69. Elleanthus magnicallosus  Garay (1953)
70. Elleanthus malpighiiflorus  Carnevali & G.A.Romero (2000)
71. Elleanthus muscicola  Schltr. (1923)
72. Elleanthus myrosmatis  (Rchb.f.) Rchb.f. (1862)
73. Elleanthus norae  Garay & Dunst. (1976)
74. Elleanthus oliganthus  (Poepp. & Endl.) Rchb.f. (1863)
75. Elleanthus pastoensis  Schltr. (1924)
76. Elleanthus petrogeiton  Schltr. (1921)
77. Elleanthus phorcophyllus  Garay (1978)
78. Elleanthus poiformis  Schltr. (1923)
79. Elleanthus porphyrocephalus  Schltr. (1921)
80. Elleanthus purpureus  (Rchb.f.) Rchb.f. (1862)
81. Elleanthus reichenbachianus  Garay (1978)
82. Elleanthus rhizomatosus  Garay (1978)
83. Elleanthus rhodolepis  (Rchb.f.) Rchb.f. (1863)
84. Elleanthus robustus  (Rchb.f.) Rchb.f. (1862)
85. Elleanthus roseus  Schltr. (1921)
86. Elleanthus ruizii  (Rchb.f.) Rchb.f. (1850)
87. Elleanthus scharfii  Dodson (1994)
88. Elleanthus scopula  Schltr. (1912)
89. Elleanthus setosus  Schltr. (1922)
90. Elleanthus smithii  Schltr. (1920)
91. Elleanthus sodiroi  Schltr. (1916)
92. Elleanthus sphaerocephalus  Schltr. (1924)
93. Elleanthus steyermarkii  Barringer (1987)
94. Elleanthus stolonifer  Barringer (1985)
95. Elleanthus strobilifer  (Poepp. & Endl.) Rchb.f. (1863)
96. Elleanthus tandapianus  Dodson (1994)
97. Elleanthus teotepecensis  Soto Arenas (1986)
98. Elleanthus tillandsioides  Barringer (1985)
99. Elleanthus tonduzii  Schltr. (1910)
100. Elleanthus tovarensis  Ames (1922)
101. Elleanthus tricallosus  Ames & C.Schweinf. (1925)
102. Elleanthus ventricosus  Schltr. (1917)
103. Elleanthus venustus  Schltr. (1924)
104. Elleanthus vernicosus  Garay (1978)
105. Elleanthus vinosus  Schltr. (1924)
106. Elleanthus vitellinus  Garay (1978)
107. Elleanthus wageneri  (Rchb.f.) Rchb.f. (1862)
108. Elleanthus wallnoeferi  Szlach. (1996)
109. Elleanthus weberbauerianus  Kraenzl. (1916)
110. Elleanthus wercklei  Schltr. (1923)
111. Elleanthus yungasensis  Rolfe ex Rusby (1895)